# Provincia Pisco

Provincia Pisco

Pisco est una din cele 5 provincii care compun regiunea Ica din Peru. Ea este limitată: 
- la nord de provincia Chincha și de provincia Castrovirreyna (Huancavelica),
- la est de provincia Huaytará (Huancavelica),
- la sud de provicia Ica
- la est de Oceanul Pacific.

## Diviziuni administrative
Provincia Pisco are o suprafata de 3 978,19 km² si este compusa din 8 districte
- Pisco
- Huancano
- Humay
- Independencia
- Paracas
- San Andrés
- San Clemente
- Túpac Amaru Inca

## Capitala
Capitala provinciei este orașul Pisco.

## Populația
Populatia provinciei este estimată la 116 865 locuitori în 2005.